# Ondes
Ondes is een gemeente in het Franse departement Haute-Garonne (regio Occitanie) en telt 681 inwoners (1999). De plaats maakt deel uit van het arrondissement Toulouse.

## Geografie
De oppervlakte van Ondes bedraagt 6,5 km², de bevolkingsdichtheid is 104,8 inwoners per km².
De onderstaande kaart toont de ligging van Ondes met de belangrijkste infrastructuur en aangrenzende gemeenten.

## Demografie
De figuur toont het verloop van het inwonertal (bron: INSEE-tellingen).